# Apple Advanced Technology Group

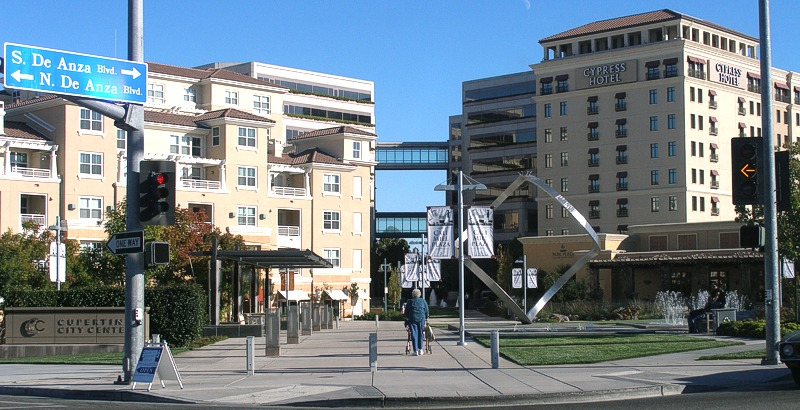
ATGは、クパティーノ 市の中心の建物群にあった。

Apple Advanced Technology Group（アドバンスト・テクノロジー・グループ）は、Appleの最先端技術研究所として、1986年から1997年にかけて運営された組織。

## 歴史
ラリー・テスラーにより、Apple社内で製品開発からは独立した、長期的な将来に渡る技術を研究する為に教育研究グループ（ERG）として1986年10月に設立された。その後の閉鎖までの責任者は、デビッド・ネーゲル、リチャード・ルフェーブル および ドナルド・ノーマン。 ノーマンがVPとして着任した研究組織として知られている。Appleに復帰した スティーブ・ジョブズが1997年に閉鎖した。

## 研究
ATGの行った研究の取り組みは、ハードウェアとソフトウェアに跨がった、人間とコンピュータの相互作用、音声認識、教育技術、ネットワーク、情報アクセス、分散型管理システム、協調コンピューティング、コンピュータグラフィックス、および言語行動、などの観点からのもの。  ATGには次の4人のAppleフェロー、 アル・アルコーン - オブジェクト指向ソフトウェアパイオニア、アラン・ケイやビル・アトキンソン、レーザープリンターの発明者のゲイリー・スタークウェザー、機械学習/音声認識技術の専門家カイフ・リーが在籍していた。 さらに、ATGが設立した、大学の研究では、1992年から毎年、学生チーム向けのデザインコンペが開催されていた。

## 技術開発成果
ATGで発明・開発された技術には、Color QuickDraw, QuickTime, QuickTime VR, QuickDraw 3D, QuickRing, 3DMF the 3D metafile graphics format, ColorSync, HyperCard, Apple events, AppleScript, Apple PlainTalk 音声認識ソフト, Apple Data Detectors, V-Twin分析検索エンジン, Macintalk Pro合成音声、ニュートンの文字認識 コンポーネントソフトウェア技術（OpenDocとなる）, MCF, HotSauce, Squeak, 子ども向けのプログラミング環境のCocoa (登録商標。Appleは後年アプリケーションフレームワークのCocoa として商標を再利用)が挙げられる。

## Exploratory Design Group
ATG解散後、Appleの最先端技術研究組織は知られていなかったが、スティーブ・ジョブズや後任CEOのティム・クック直属のEngineering Fellowで、2022年に亡くなったWilliam Athasが創設し率いてきた、最先端の研究開発をしている組織Exploratory Design Group（略称XDG）が2023年2月に明るみに出た。数年以上前から次世代のディスプレイ技術やバッテリ技術、センサーなどを開発し既にiPhoneやApple Watch, Apple Vision Proといった製品に応用されている。募集要項によると、「フォトニクス、電子、電気機械/オプトメカニカル設計のデバイス設計に関する幅広い知識を持つデバイス科学者とエンジニア」を求人している。Jeff Koller、Dave Simon、Heather Sullens、Bryan Raines、Jared Zerbeなどがメンバーとして挙げられ、2023年2月時点では一時的にジョニー・スルージ（ハードウェアテクノロジー担当上級副社長）に率いられていたが、2023年9月にはティム・ミレー（プラットフォームアーキテクチャ担当VP）が責任者に就任していたことが報じられた。